# Galeazzo di Santa Sofia
Galeazzo di Santa Sofia (XIV secolo – 1427) è stato un medico italiano.

## Biografia
Fu docente di medicina sia a Bologna sia a Padova. Fu chiamato a Vienna dove introdusse l'anatomia come oggetto di studio e fece la prima dissezione anatomica a nord delle Alpi nel 1404.

## Opere
- (LA) Opus medicinae practicae saluberrimum, Haguenau, Valentin Kobian, 1533.